# Mark 48 (пулемёт)
Mark 48 — ручной пулемёт под патрон 7,62×51 мм НАТО, выпускаемый бельгийской оружейной компанией FN Herstal.

## История
Разработка нового ручного пулемёта калибра 7.62 мм НАТО для сил специальных операций США была начата в 2001 году. Причиной тому стала необходимость в высокомобильном, лёгком и в то же время мощном оружии поддержки для сил специальных операций. Имевшиеся в наличии образцы пулеметов по тем или иным причинам не устраивали американцев — в частности, пулеметы Mark 46 калибра 5,56×45 мм НАТО, созданные на базе M249 (FN Minimi), имели ограниченную дальность стрельбы и недостаточную эффективность; 7,62 мм пулемёты Mark 43, созданные на базе устаревших пулемётов М60 были недостаточно надёжны, а единые 7,62-мм пулемёты М240C/D (FN MAG) были слишком тяжелые и длинные. Поэтому американское подразделение бельгийской компании FN Herstal получило контракт на разработку нового 7,62-мм ручного пулемёта на базе 5,56-мм пулемёта Mark 46. Новый пулемёт получил обозначение Mark 48 и был принят на вооружение армии США в 2003 году.

## Описание

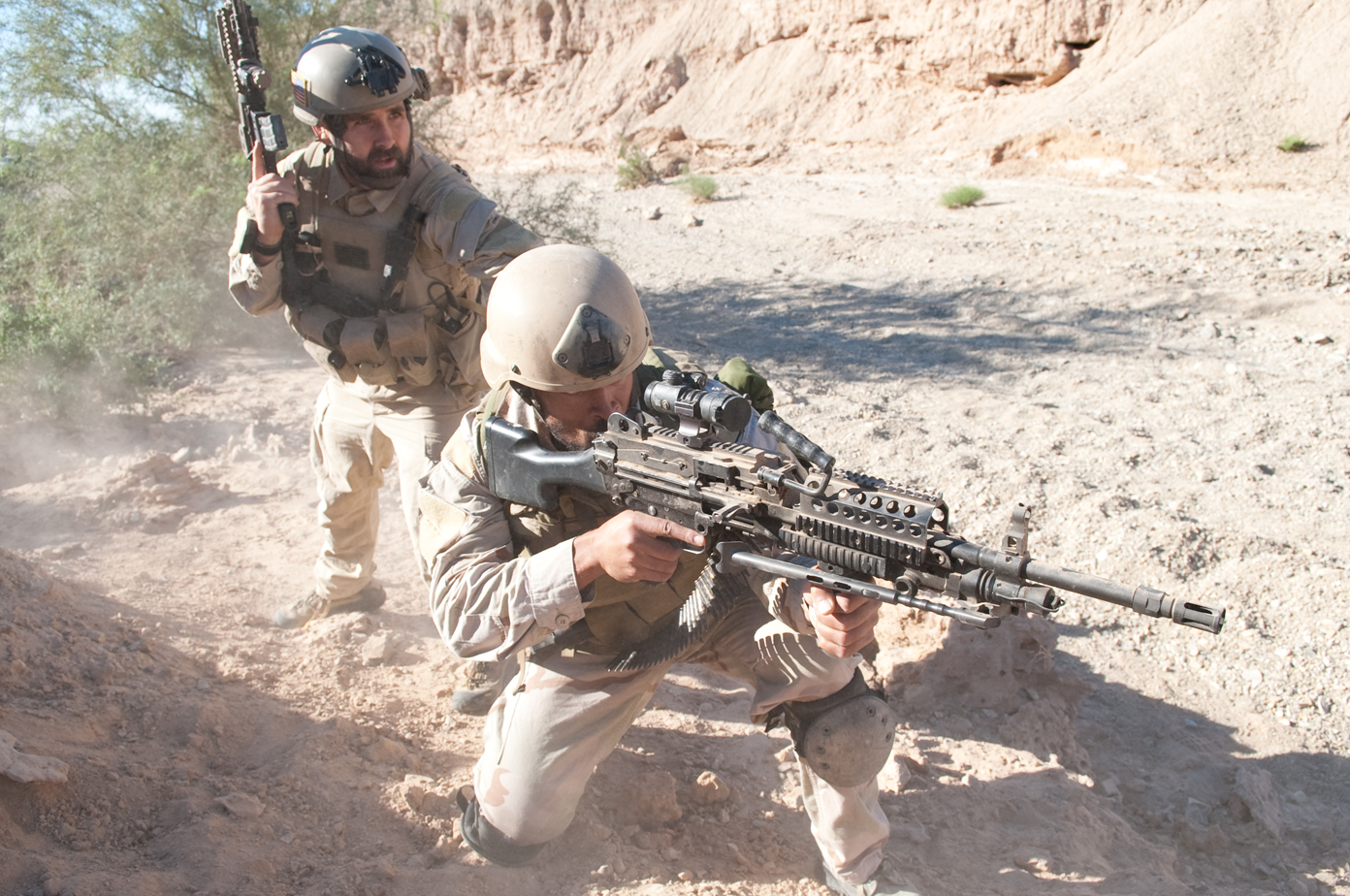

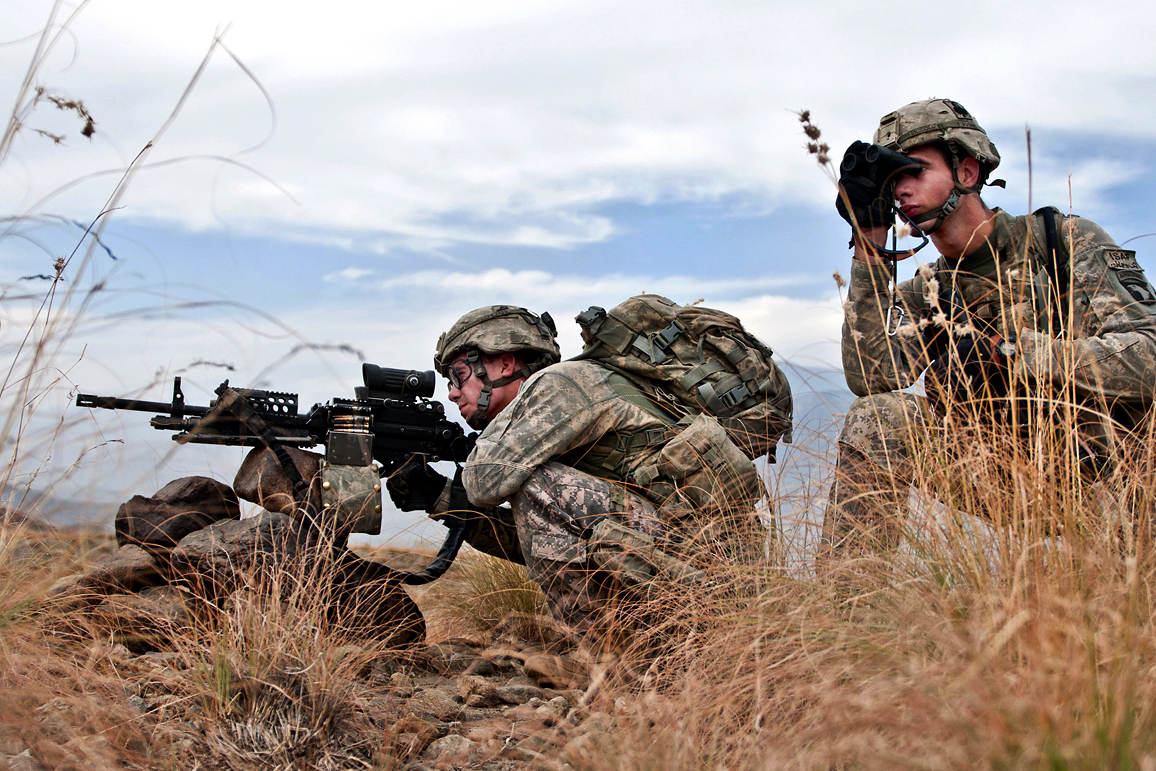
Специалист Джошуа Д. Хайнбах (слева) и специалист Джеймс М. Пикколо (справа), обеспечивают зону поддержки после обнаружения СВУ на дороге в долине Шалай в восточной провинции Кунар, Афганистан. 4 ноября 2010 года Хайнбах и Пикколо служили в составе 101-й воздушно-десантной дивизии, рота Си, 2-го батальона 327-го пехотного полка.

Mark 48 унаследовал устройство автоматики от 5,56-мм пулемёта Mark 46, который, в свою очередь, является дальнейшим развитием пулемётов FN Minimi / M249 SAW в сторону упрощения и облегчения конструкции.
Mark 48 имеет газоотводную автоматику с газовым поршнем, расположенным под стволом. Запирание ствола осуществляется поворотным затвором. Стволы быстросменные, оснащены складной рукояткой для переноски, упрощающей снятие горячего ствола. Питание состоит из стандартных металлических рассыпных лент, подача ленты слева направо. Лента может подаваться из отдельных коробок ёмкостью в 200 патронов или из присоединяемых к пулемёту подсумков на 100 патронов.
Пулемёт оснащён складной двуногой сошкой, установленной под газовым блоком. Кроме того, пулемёт сохранил и крепления для установки на стандартную пехотную треногу — станок. Приклад и пистолетная рукоятка — пластиковые.

## Модификации
- Mark 48 Mod 0 — это 7,62×51 мм НАТО версия Mark 46. Официально классифицируется как LWMG (Light Weight Machine Gun — лёгкий пулемёт). Был разработан как замена Mk 43 Mod 0/1.
- Mark 48 Mod 1 — является обновлением Mk 48 Mod 0. Как и Mod 0, это, M249 под патроны 7,62×51 мм НАТО. Mod 1 использует ствол длиной 501 мм (19,75″), весит без патронов 8,3 кг (18,37 фунтов), и имеет темп стрельбы 500—625 выстрелов в минуту.